# Satyrodes eurydice

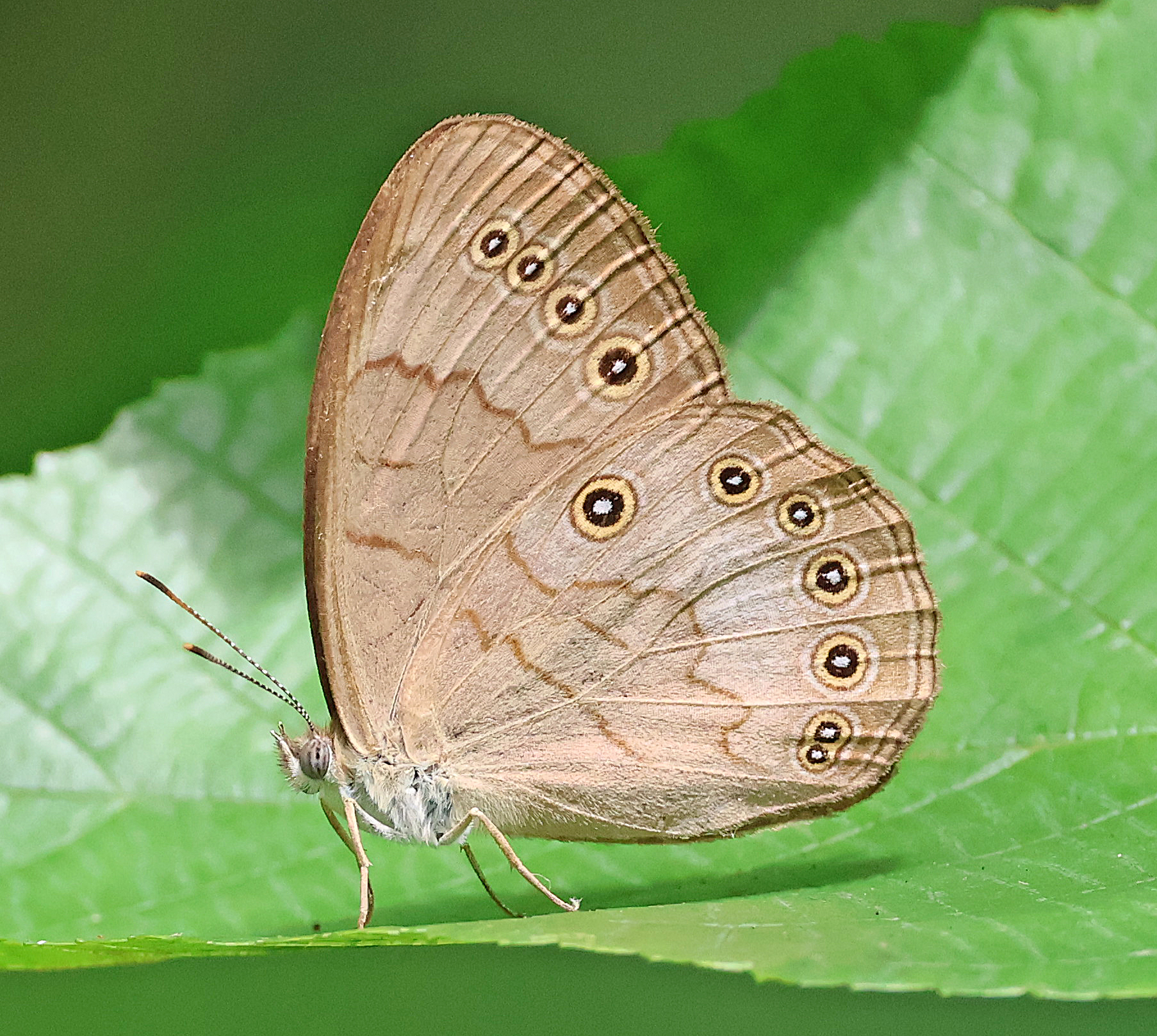
Flügelunterseite

Satyrodes eurydice (Syn. Lethe eurydice) ist ein Schmetterling (Tagfalter) aus der Familie der Edelfalter (Nymphalidae).

## Merkmale

### Falter
Die Flügelspannweite der Falter beträgt 38 bis 62 Millimeter. Vorder- und Hinterflügel haben auf der Oberseite eine braune Farbe. Die Postdiskalregion ist leicht aufgehellt. Auf der Vorderflügeloberseite befinden sich vier schwarze Augenflecke. Die Oberseite der Hinterflügel ist mit fünf bis sechs schwarzen Augenflecken versehen, die kettenförmig aneinander gereiht sind. Die Flügelunterseiten sind heller bräunlich. Die Augenflecke der Oberseite scheinen durch, sind meist jedoch weiß oder hellblau gekernt. Auf der Hinterflügelunterseite verlaufen dünne dunkle Querlinien, deren äußerste stark gezackt ist.

### Ei
Die Eier sind grünweiß und werden einzeln, jedoch eher zufällig an verschiedenen Nahrungspflanzen abgelegt.

### Raupe
Ausgewachsene Raupen haben eine grüne Farbe, eine dunkelgrüne Rückenlinie und gelbliche Seitenstreifen. Der Körper läuft am Ende in zwei Spitzen aus. Am Kopf befinden sich zwei rötliche Hörner.

### Puppe
Die Stürzpuppe hat eine grüne Grundfarbe und ist mit gelben Seitenstreifen versehen. Hinter dem Kopf befindet sich ein Höcker.

### Ähnliche Arten
Satyrodes appalachia unterscheidet sich geringfügig durch die weniger gezackte äußere Querlinie auf der Hinterflügelunterseite. Diese Art ist hauptsächlich in Wäldern anzutreffen.

## Unterarten
Neben der Nominatform Satyrodes eurydice eurydice wird eine weitere Unterart unterschieden:
- Satyrodes eurydice fumosa (Leussler, 1916)

## Verbreitung und Vorkommen
Das Verbreitungsgebiet der Art erstreckt sich vom Süden der mittleren und östlichen kanadischen Provinzen und weiter südlich durch die Mitte und den Nordosten der USA. Satyrodes eurydice besiedelt bevorzugt offene Graslandschaften.

## Lebensweise
Die Falter fliegen in der Regel in einer Generation im Juni und Juli. Sehr lokal erscheint im August zuweilen eine zweite Generation. Zur Aufnahme von Nektar besuchen sie nur selten Blüten. Sie saugen ebenfalls nur gelegentlich an verletzten Bäumen. Als Nahrungspflanzen der Raupen werden verschiedene Sauergrasgewächse (Cyperaceae) genannt, beispielsweise Schnabel-Segge (Carex rostrata), Carex lacustris, Carex bromoides,  Carex trichocarpa, Carex lupulina, und Carex stricta. Die Raupe überwintert im dritten oder vierten Raupenstadium.